# مثبت المزاج
مثبتات المزاج النفسي (mood stablizers) هي مجموعة من الأدوية تستخدم لعلاج الاضطرابات المميزة بتحولات مستمرة ومكثفة في المزاج، عادة الاضطراب ثنائي القطب.

## الاستخدامات
تستخدم لعلاج الاضطراب الثنائي القطب. أيضا، مثبتات المزاج تعالج تأرجح المزاج بين الهوس والإحباط. كما تستخدم في علاج اضطراب الشخصية الحدي (borderline personality disorder). والاضطراب الانفصامي (schizoaffective disorder).

## أمثلة
مصطلح «استقرار المزاج» يصف تأثير، وليس آلية. تستخدم مصطلحات أكثر دقة لتصنيف هذه العوامل.
المخدرات تصنف عادة باسم مثبتات المزاج كما يلي:

### مضادات الاختلاج
يوصف العديد من وكلاء و«مثبتات المزاج» وتصنف أيضا مضادات الاختلاج. مصطلح «مضاد مثبتات المزاج» يستخدم أحيانا لوصف هذه كطبقة. على الرغم من أن يعرف أيضا هذه المجموعة من تأثير بدلا من آلية، وهناك ما لا يقل عن تفاهم أولي لآلية معظم المضادات المستخدمة في علاج اضطرابات المزاج.
- حمض فالبرويك (Depakene)الصوديوم divalproex (Depakote)، وفالبروات الصوديوم (Depacon، Epilim) -- متاحة في شكل الإفراج الموسعة. يمكن أن تكون المخدرات مزعجة جدا إلى المعدة، وخصوصا عندما يؤخذ على حمض فالبرويك. «سي بي سي» وينبغي رصد وظيفة الكبد.
- لاموتريجين (Lamictal) -- فعالة بشكل خاص لعلاج الاكتئاب الثنائي القطب. تتم مراقبة المريض عن علامات وأعراض متلازمة ستيفنز جونسون، ولكن يحتمل أن تكون قاتلة الجلد شرط نادرة جدا.
- عدد خلايا الدم البيضاء أقل كاربامازيبين سي بي سي ينبغي رصدها، كما يمكن كربمزبين. مطلوب رصد العقاقير العلاجية. وافق كاربامازيبين كان من قبل هيئة الغذاء والدواء الأمريكية لعلاج الاضطراب الثنائي القطب في عام 2005، ولكن قد استخدمت على نطاق واسع في السابق.

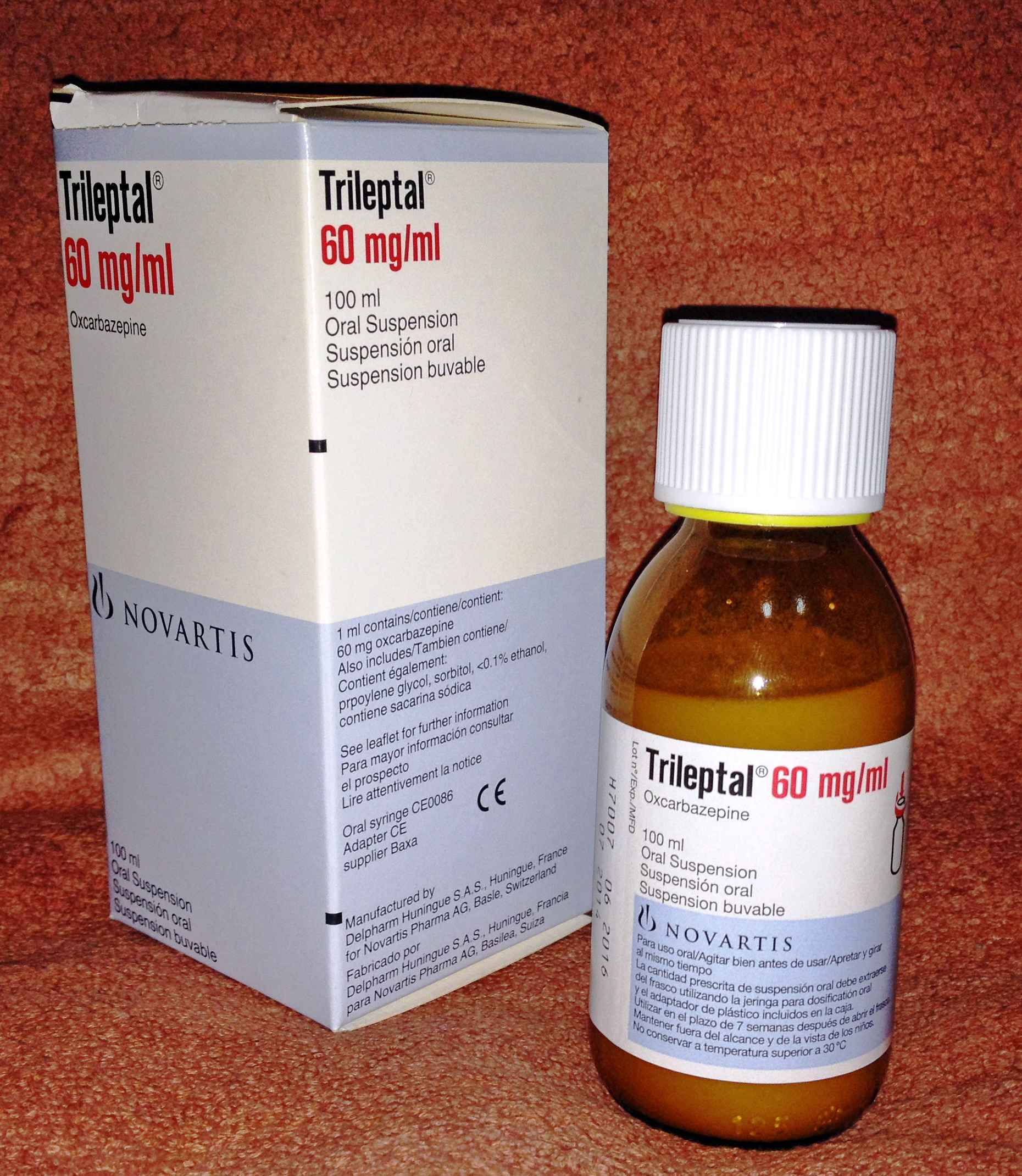
دواء أوكسكاربازيبين Oxcarbazepine من إنتاج شركة أدوية نوفارتس (NOVARTIS) السويسرية، تحت الاسم التجاري Trileptal.
في الصورة:
مستعلق فموي Oral Suspension 100mg/ml.

- Oxcarbazepine1 (Trileptal) -- Oxcarbazepine ليس إدارة الاغذية والعقاقير المعتمدة لاضطراب ثنائي القطب. ومع ذلك، يبدو أن تكون فعالة في حوالي نصف المرضى الذين يعانون من الاضطراب الثنائي القطب ويمكن تحملها جيدا.

جابابنتين (النيورونتن) هي إدارة الاغذية والعقاقير لم تتم الموافقة كعلاج للاضطراب ثنائي القطب. تسيطر المحاكمات العشوائية توحي بأن جابابنتين ليس علاجا فعالا، ولكن لا يزال العديد من الأطباء النفسيين يصف ذلك، أفيد بسبب ايجابية لكنها منخفضة «نوعية الأدب الاستعراضات». توبيراميت (توباماكس) ليست إدارة الاغذية والعقاقير المعتمدة لالاضطراب الثنائي القطب سواء، واستعراض كوكرين 2006 خلص إلى أن هناك عدم كفاية الأدلة التي يستند إليها أي توصيات فيما يتعلق باستخدام توبيراميت في أي مرحلة من مراحل المرض بين القطبين.

### أخرى
- كربونات الليثيوم، من «الأدوية الكلاسيكية» لاستقرار المزاج، وأول ما وافقت عليها إدارة الاغذية والعقاقير الأمريكية، وما زال يتمتع بشعبية في العلاج. الرصد المطلوب هو علاجي المخدرات لضمان مستويات الليثيوم تبقى في نطاق العلاجية: 0,6 أو 0,8-1,2 مل مكافئ / لتر (أو millimolar). علامات وأعراض التسمم تشمل الغثيان، والتقيؤ والإسهال ورنح.
- لبعض المهدئات أيضا آثار استقرار المزاج، وبالتالي فهي توصف عادة حتى عندما أعراض ذهانية غائبة.
- محدوس أيضا هو أن اوميجا 3 الدهنية ق حامض قد يكون له تأثير استقرار المزاج. مقارنة مع العقار الوهمي، الأحماض الدهنية اوميغا 3 يبدو أكثر قدرة على زيادة مثبتات المزاج معروف في الحد من الاكتئاب (ولكن ربما لا هوسي) أعراض الاضطراب الثنائي القطب؛ تكون هناك حاجة إضافية لإنشاء محاكمات أن آثار، الأحماض الدهنية اوميغا 3 وحده.

أحيانا المستخدمة هي مثبتات المزاج في الجمع، مثل الليثيوم مع واحد من مضادات الاختلاج.

## العلاقة مع مضادات الاكتئاب
مثبتات المزاج معظم وكلاء مضاد الهوس بحتة، وهذا يعني أنها فعالة في علاج الهوس والمزاج الدراجات والتحول، ولكن ليست فعالة في علاج الاكتئاب. الاستثناءات الرئيسية لهذه القاعدة، لأنها تعامل على حد سواء اكتئاب هوسي والأعراض، واموتريجين والليثيوم كربونات. وهو مضاد الهوس مثل وكيل وفالبرويك أو حمض كربمزبين لا يمكن علاج الاكتئاب مباشرة كما السابق من الأدوية يمكن أن اثنين في حين، يعتقد على نطاق واسع هو أن يساعد في درء الاكتئاب في القطبين المرضى عن طريق الحفاظ على إخراجهم من الهوس وبالتالي منع من ركوب الدراجات حالتهم المزاجية.
ومع ذلك، غالبا ما ينص على والمضادة للاكتئاب، بالإضافة إلى استقرار المزاج خلال مراحل الكساد. وبذلك يرتفع بعض المخاطر، ولكن، وكما مضادات الاكتئاب يمكن أن تحدث الهوس، وذهان، ومشاكل أخرى مثيرة للقلق في القطبين المرضى، وخاصة عندما تتخذ وحدها، ولكن حتى في بعض الأحيان عندما تستخدم مع عامل استقرار المزاج. فائدة مضادات الاكتئاب 'في علاج الاكتئاب المرحلة الاضطراب الثنائي القطب غير واضح.

## آلية تطور الإسكارس
مثبتات المزاج ومعظمهم من ليالي الاختلاج، مع استثناء هام من الليثيوم، والذي هو أفضل واستقرار المزاج معروف أقدم المخدرات.
هدف واحد ممكن من المتلقين مثبتات المزاج عدة مثل فالبروات، والليثيوم وكاربامازيبين هو تتالي حمض اراسيدونيك.